# Haanja
Haanja (em estoniano:  Haanja vald) é um município rural estoniano localizado na região de Võrumaa.